# 安政柑

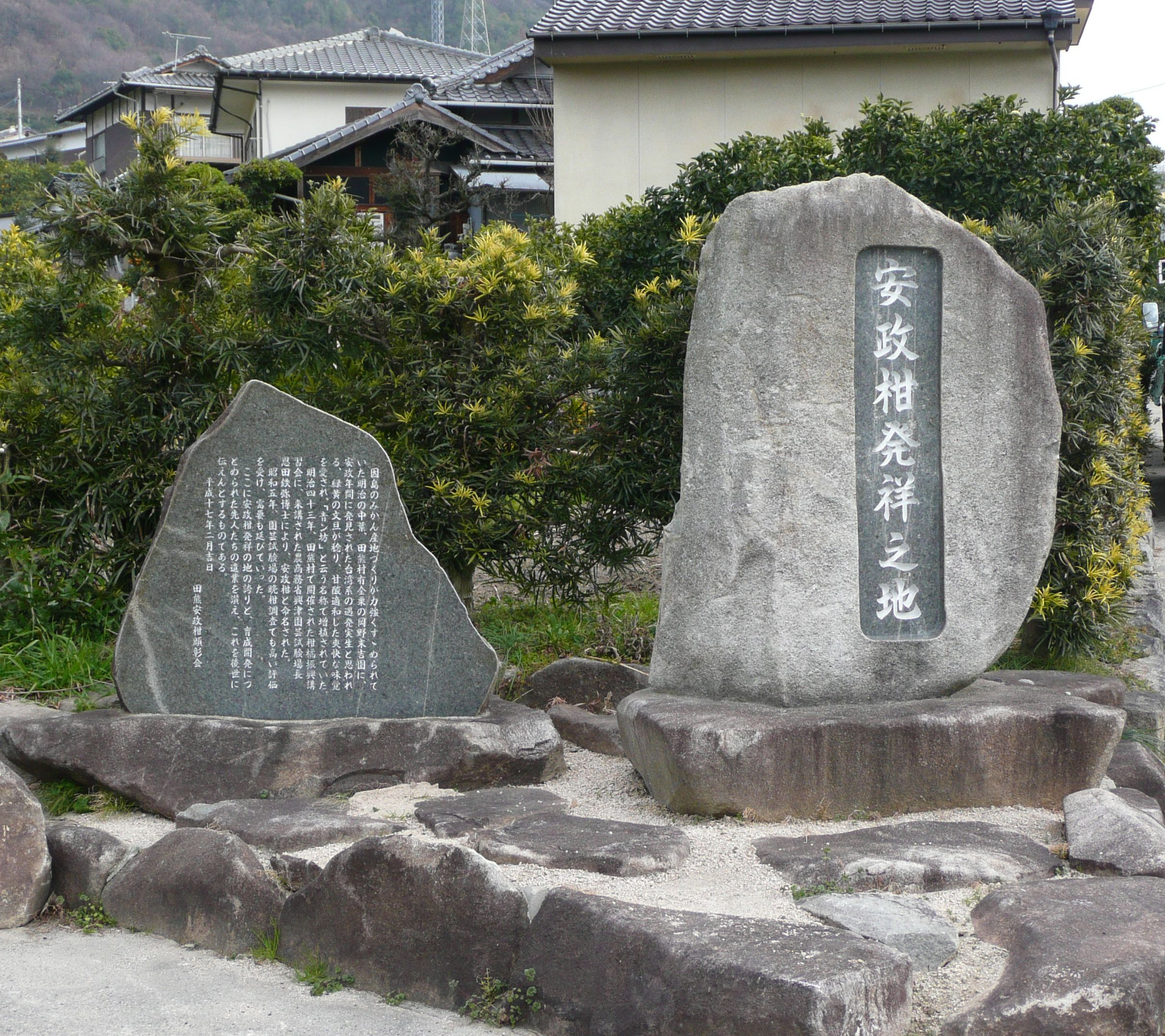
安政柑発祥之地碑

安政柑（あんせいかん）とは、日本原産の柑橘類で、晩白柚に次いで大きいザボン類の一種である。

## 概要
安政年間、因島市田熊村有金栗（現在の広島県尾道市因島田熊町）の岡野末吉の園に、南方より持ち帰った柑橘の種より生じた｢偶発実生｣と思われる、小ぶりなザボン（ブンタン）が育っていた。ザボンとしては果皮も薄く、味も甘酸適和して食べやすいので｢青ン坊｣と呼ばれながら、ゆるやかな増植が続けられていた。
1910年（明治43年）、田熊村で開催された柑橘講習会の講師として来島した農商務省園芸試験場長、恩田鉄弥博士によって「安政柑」と命名された。独特な爽快な風味と柔軟多汁、甘酸適和し果実が大果であることが激動する安政年間の世情とマッチしているところから｢安政柑｣という名前が生まれたと伝えられている。
日本における収穫量は、2005年が308 トン、2010年が185 トンであり、その内訳は広島県80%、愛媛県20%である。